# 油酸铷
油酸铷，即(Z)-9-十八烯酸铷，是一种离子油酸盐，化学式为C17H33COORb。它可由碳酸铷和油酸在1-十八烯中加热反应得到。它和溴化亚铜在含油胺和油酸的1-十八烯溶液加热反应，可以得到Rb2CuBr3。它受热分解为油酮和碳酸铷（分解反应活化能为4.79 kcal·mol−1）。它可用于纳米合成。